# Schwarzkehlchen

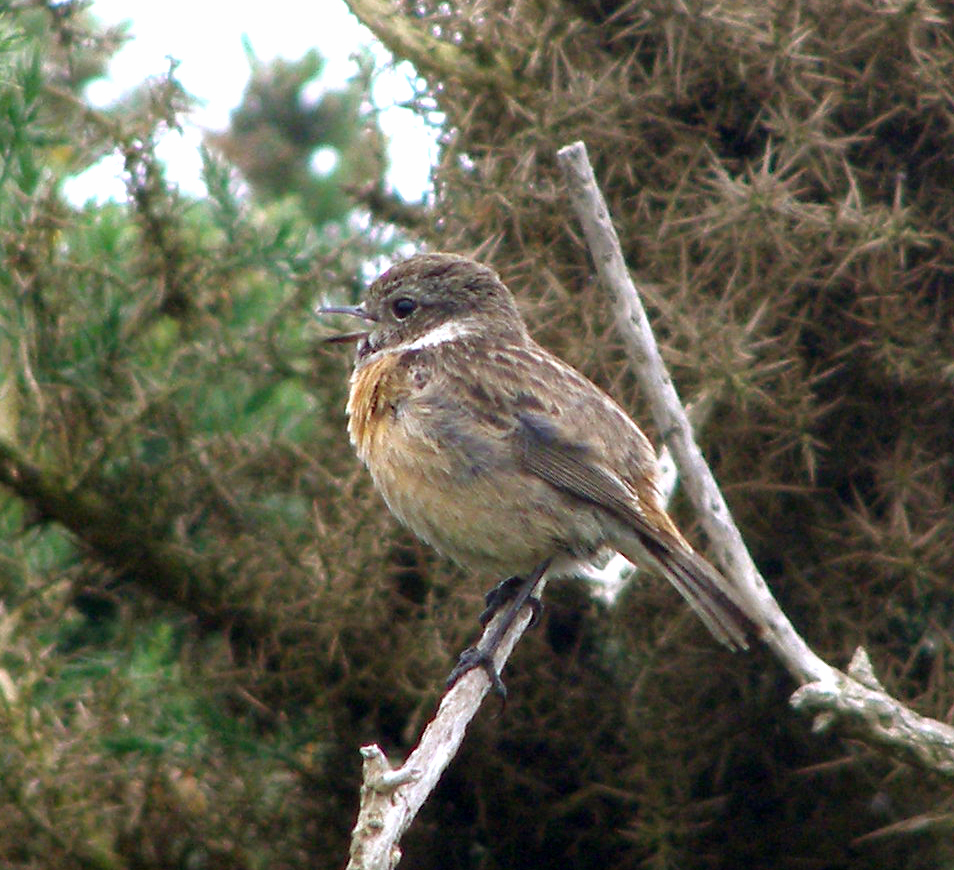
Singendes Weibchen

Das Schwarzkehlchen (Saxicola rubicola) ist ein kleiner Singvogel aus der Gattung der Wiesenschmätzer (Saxicola) und der Familie der Fliegenschnäpper (Muscicapidae). Die beiden nächstverwandten Arten, das Afrikaschwarzkehlchen (Saxicola torquatus) und das Pallasschwarzkehlchen (Saxicola maurus), galten früher als Unterarten, wurden aber durch Ewan Urquhart und Adam Bowley im Jahr 2002 als selbständige Arten klassifiziert. Die hier beschriebene Art wird zur Unterscheidung daher zuweilen auch Europäisches Schwarzkehlchen genannt. Das Schwarzkehlchen gilt regional als ein stark gefährdeter Vogel. Der Gesamtbestand ist aber mit 2.000.000 – 4.000.000 Brutpaaren (Birdlife International) derzeit nicht gefährdet.

## Aussehen

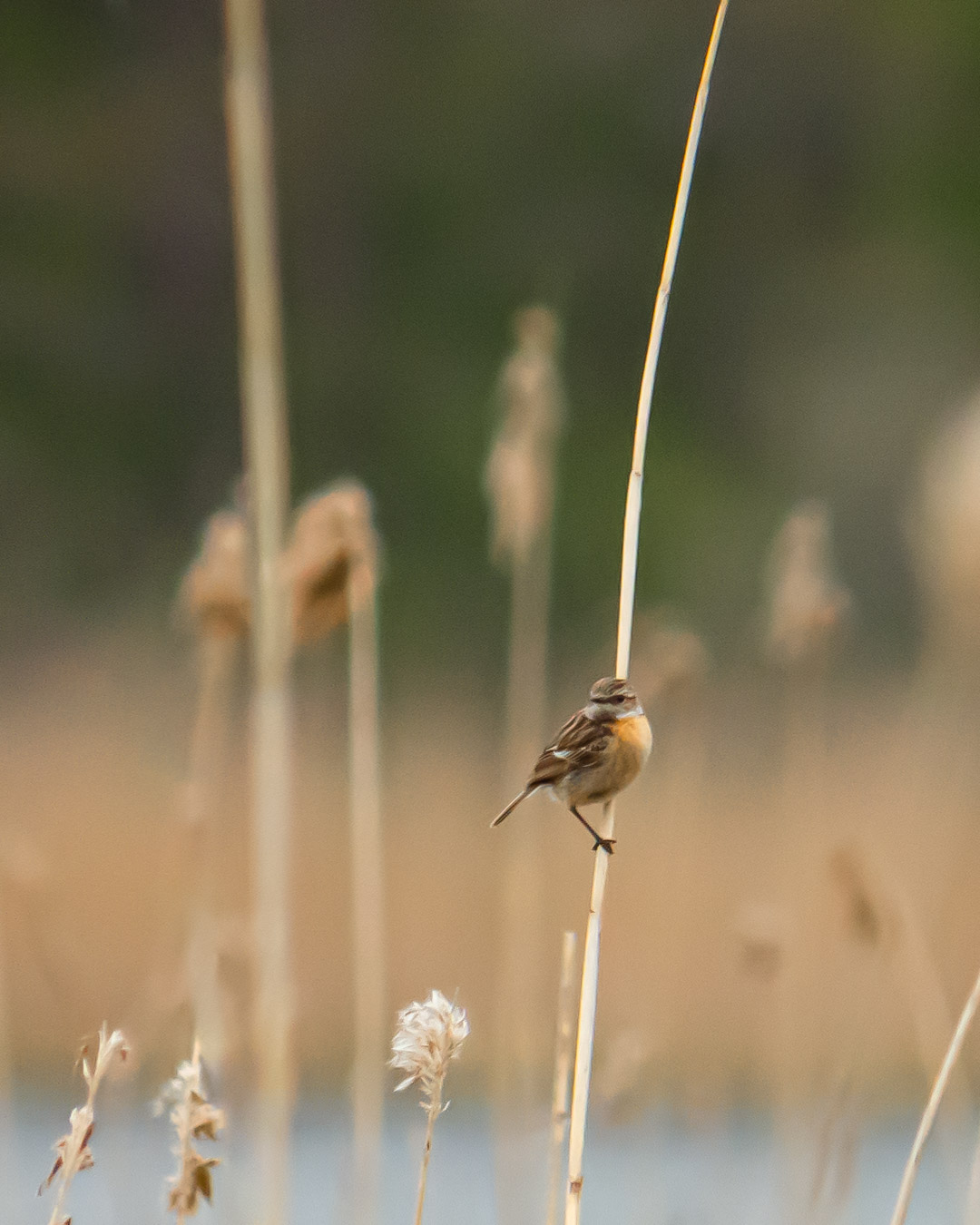
Weibchen im Schilf

Das Schwarzkehlchen ist etwa zwölf Zentimeter lang und wiegt zehn bis 13 Gramm. Das Männchen hat einen schwarzen Kopf und einen weißen Halsring. Die Vorderseite ist orangerot gefärbt. Beim Weibchen ist alles etwas matter gefärbt.

## Lebensraum
Es lebt auf offenen Flächen mit einzelnen Büschen, zum Beispiel auf Hochmooren und Heiden. Sein Winterquartier hat es in Süd- und Westeuropa. In Mittel- und Osteuropa ist das Schwarzkehlchen von März bis November anwesend.

## Verbreitung und Gefährdung
In Deutschland kommt das Schwarzkehlchen zunächst im Süden (bes. Alpenvorland) und großräumiger im Westen (entlang des Rheins und westlich davon) vor. Das größte zusammenhängende Verbreitungsgebiet besteht jedoch nördlich der Mittelgebirge vom Niederrhein bis zur Lausitz. Nach Nordosten nimmt die Häufigkeit ab, die Art kommt jedoch in allen Gebieten bis zur Ostseeküste vor. In der aktuellen Roten Liste Deutschlands wird das Schwarzkehlchen nicht mehr aufgeführt, in einigen Bundesländern gilt es als gefährdet (Kategorie 3) oder sogar stark gefährdet (Kategorie 2).

## Nahrung
Das Schwarzkehlchen ernährt sich von Insekten, Spinnen und Würmern, die meist
auf dem Boden gefangen werden.

## Fortpflanzung

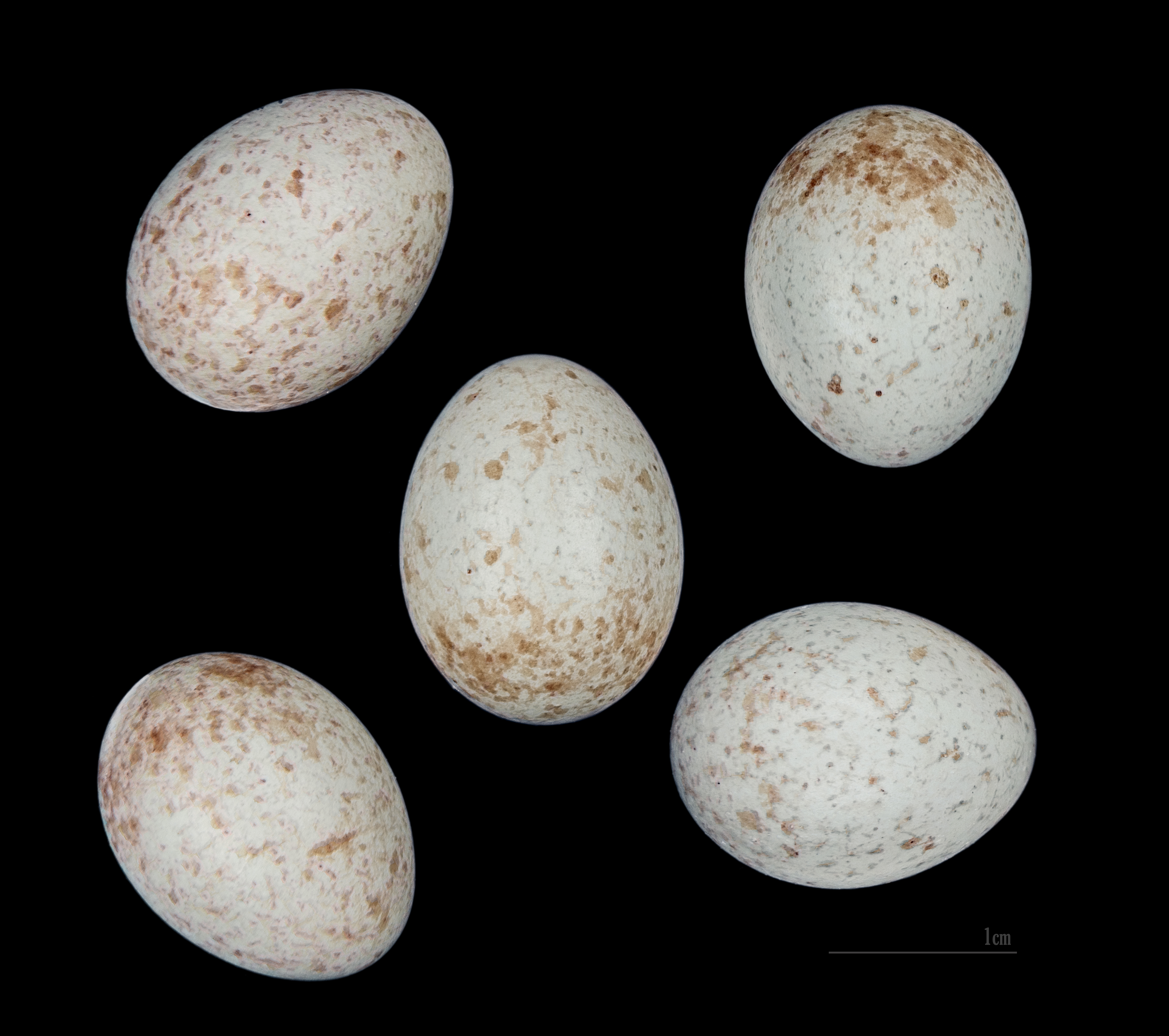
Saxicola rubicola

In der Brutzeit von März bis August werden zwei Bruten großgezogen. Das Nest wird gut versteckt, vertieft am Boden, aus Gras, Halmen, Moos und Wurzeln gebaut. Das Weibchen legt fünf bis sechs Eier.

## Trivia
Der Asteroid des mittleren Hauptgürtels (8777) Torquata wurde am 2. Februar 1999 nach dem Schwarzkehlchen benannt, dessen wissenschaftlicher Name damals (unter Einschluss zweier heute als eigenständig erachteter Arten) Saxicola torquata lautete. Zum Zeitpunkt der Benennung des Asteroiden befand sich das Schwarzkehlchen auf der niederländischen Roten Liste gefährdeter Vogelarten. Der Krater Torquata auf dem Asteroiden (4) Vesta hingegen wurde am 21. November 2012 nach der Vestalin Iunia Torquata benannt. Das lateinische Adjektiv torquatus bzw. im Feminin torquata bedeutet „mit Halsband“.